# Namboothiri
Namboothiri (även Namputiri eller Nambudiri) är en indisk brahminkast på Malabarkusten i den nuvarande delstaten Kerala. De är kända i området åtminstone sedan medeltiden och var i äldre tid stora jordägare och hade nära kontakt med områdets furstefamiljer.